# Arad Doman

De vlag van Arad Doman

Arad Doman is een fictief land uit de boekencyclus Het Rad des Tijds geschreven door Robert Jordan.
In het zuiden wordt Arad Doman begrensd door de vlakte van Almoth om wat het met de verder zuidelijk gelegen natie Tarabon in oorlog is.In het noorden wordt de grens gevormd door de Arythische oceaan en Saldea. In het oosten zijn de Mistbergen een natuurlijke grens terwijl in het westen de Arythische oceaan de grens vormt met daar de Kop van Toman. De hoofdstad van Arad Doman is Eban.
Het land wordt tijdens de verhalen verscheurd door de moordende oorlog met Tarabon – waarvan velen zeggen dat de Domani niet eens meer weten dat ze in oorlog zijn door eigen binnenlandse oorlogen – en een burgeroorlog. Deze burgeroorlog wordt vooral uitgevochten tussen volgelingen van de Herrezen Draak Rhand Altor.
Tarabon is bekend, of was voor de oorlogen bekend, om zijn Koopvrouwen, het gezegde 'Een man met een Domani laten handelen' duidt op het begaan van een blunder. Domani vrouwen zijn beroemd – en berucht – om hun weelderige schoonheid, verleidelijkheid en wulpse kledij.
Aiel-woestijn · Altara · Amadicia · Andor · Arad Doman · Arafel · Cairhien · Eilanden van het Zeevolk · Falme · Geldan · Illian · Kandor · Land van de Waanzinnigen · Malkier · Mayene · Morland · Saldea · Seanchan · Shara · Shienar · Tarabon · Tar Valon · Tyr · de Verwording